# Kakunodate
Kakunodate (角館町?, Kakunodate-machi) era una cittadina (町?, machi o chō) del Giappone situata nella prefettura di Akita. Il 20 settembre 2005, è stata fusa con la cittadina di Tazawako ed il villaggio di Nishiki per formare la nuova città (市?, shi) di Senboku.
Il centro abitato è famoso per il suo quartiere dei samurai e come punto di osservazione della fioritura dei ciliegi. A volte si fa riferimento a Kakunodate come alla ("piccola Kyoto di Tokohu" (みちのくの小京都?, Michinoku no sho-Kyōto)).
Nel 2003, aveva una popolazione stimata di 14,138 cittadini ed una densità di 90.26 ab./km². La superficie totale di Kakunodate è di 156.63 km².